# Salto Uruguay
Salto Uruguay Fútbol Club – urugwajski klub piłkarski z siedzibą w mieście Salto, stolicy departamentu Salto.

## Osiągnięcia
- Copa El País: 1966
- Campeonato del Litoral (faza pośrednia Copa El País): 1966
- Supercopa de Clubes Campeones del Interior: 1973
- Liga Salteña de Football (25): 1911, 1913, 1916, 1917, 1924, 1925, 1926, 1932, 1945, 1963, 1964, 1965, 1966, 1970, 1973, 1980, 1982, 1983, 1985, 1987, 1989, 1997, 1998, 1999, 2000

## Historia
Klub Salto Uruguay założony został 5 kwietnia 1905 roku i gra obecnie w lidze regionalnej Liga Salteña de Football.